# Gricourt
Gricourt és un municipi francès situat al departament de l'Aisne i a la regió dels Alts de França. L'any 2007 tenia 850 habitants.

## Demografia

### Població
El 2007 la població de fet de Gricourt era de 850 persones. Hi havia 300 famílies de les quals 60 eren unipersonals (28 homes vivint sols i 32 dones vivint soles), 88 parelles sense fills, 144 parelles amb fills i 8 famílies monoparentals amb fills.
La població ha evolucionat segons el següent gràfic:
Habitants censats

### Habitatges
El 2007 hi havia 329 habitatges, 308 eren l'habitatge principal de la família, 2 eren segones residències i 19 estaven desocupats. 326 eren cases i 4 eren apartaments. Dels 308 habitatges principals, 226 estaven ocupats pels seus propietaris, 77 estaven llogats i ocupats pels llogaters i 5 estaven cedits a títol gratuït; 8 tenien dues cambres, 17 en tenien tres, 82 en tenien quatre i 202 en tenien cinc o més. 255 habitatges disposaven pel capbaix d'una plaça de pàrquing. A 122 habitatges hi havia un automòbil i a 161 n'hi havia dos o més.

### Piràmide de població
La piràmide de població per edats i sexe el 2009 era:
| Homes | Edats   | Dones |
| ----- | ------- | ----- |
| 0     | 95 o +  | 0     |
| 0     | 90 a 94 | 0     |
| 4     | 85 a 89 | 0     |
| 4     | 80 a 84 | 4     |
| 8     | 75 a 79 | 16    |
| 4     | 70 a 74 | 4     |
| 20    | 65 a 69 | 8     |
| 12    | 60 a 64 | 8     |
| 28    | 55 a 59 | 24    |
| 44    | 50 a 54 | 32    |
| 44    | 45 a 49 | 36    |
| 36    | 40 a 44 | 36    |
| 20    | 35 a 39 | 24    |
| 16    | 30 a 34 | 20    |
| 8     | 25 a 29 | 24    |
| 40    | 20 a 24 | 8     |
| 24    | 15 a 19 | 16    |
| 44    | 10 a 14 | 24    |
| 40    | 5 a 9   | 20    |
| 16    | 0 a 4   | 20    |

## Economia
El 2007 la població en edat de treballar era de 570 persones, 416 eren actives i 154 eren inactives. De les 416 persones actives 375 estaven ocupades (198 homes i 177 dones) i 42 estaven aturades (19 homes i 23 dones). De les 154 persones inactives 63 estaven jubilades, 45 estaven estudiant i 46 estaven classificades com a «altres inactius».

### Ingressos
El 2009 a Gricourt hi havia 307 unitats fiscals que integraven 863,5 persones, la mediana anual d'ingressos fiscals per persona era de 18.613 €.

### Activitats econòmiques
Dels 16 establiments que hi havia el 2007, 1 era d'una empresa extractiva, 1 d'una empresa alimentària, 2 d'empreses de fabricació d'altres productes industrials, 3 d'empreses de construcció, 3 d'empreses de comerç i reparació d'automòbils, 1 d'una empresa de transport, 1 d'una empresa d'hostatgeria i restauració, 2 d'empreses immobiliàries i 2 d'empreses de serveis.
Els 2 serveis als particulars que hi havia el 2009 eren lampisteries.
L'únic establiment comercial que hi havia el 2009 era una botiga de mobles.
L'any 2000 a Gricourt hi havia 11 explotacions agrícoles que ocupaven un total de 1.032 hectàrees.

## Equipaments sanitaris i escolars
El 2009 hi havia una escola elemental.

## Poblacions més properes
El següent diagrama mostra les poblacions més properes.